# Goudschubtangare
De goudschubtangare (Thraupis ornata) is een vogelsoort uit de familie Thraupidae (tangaren). 
De soort is endemisch in Brazilië. Hij leeft in nevelwoud en in de tropische en subtropische bossen in laagland.